# Lioness
Lioness es un grupo musical canadiense de indie rock formado en enero de 2007 en Toronto, Ontario, Canadá.
La banda está conformada por Vanessa Fischer (vocales), Ronnie Morris (batería y sintetizador) y Jeff Scheven (batería y percusión).

## Historia
La banda fue formada por Ronnie Morris y Jeff Scheven, exmiembros del grupo musical controller.controller (Paper Bag Records) y la vocalista del grupo punk No Dynamics, Vanessa Fischer. Lioness lanzó su primer EP homónimo, el 21 de octubre de 2008, producido por el sello discográfico New Romantic.
A partir de 2008, Lioness estuvo de gira como grupo soporte de Hercules and Love Affair, !!!, You Say Party! We Say Die!, K-OS y The Cult.
Su sonido combina estilos de música disco y música house con la pesada batería de Scheven y los graves sonidos del bajo de Morris, como así también se distingue por la falta de guitarras. Fischer posee un estilo entre el jazz, el soul y el blues, con mezclas de música electrónica. En los años 2009 y 2010, Lioness lanzó los álbumes Omens, Oracles & Signs, volúmenes 1 y 2, los cuales son remixes electrónicos de su primer álbum.

## Miembros
- Vanessa Fischer - vocales (2007 - presente)
- Ronnie Morris - bajo, sintetizador (2007 - presente)
- Jeff Scheven - batería (2007 - presente)

## Discografía

### Álbumes
| Año  | Álbum                                                                     |
| ---- | ------------------------------------------------------------------------- |
| 2008 | Lioness EP - Lanzamiento: 2008 - Sello: New Romantic                      |
| 2009 | Omens, Oracles & Signs - Vol. 1 - Lanzamiento: 2009 - Sello: New Romantic |
| 2010 | Omens, Oracles & Signs - Vol. 2 - Lanzamiento: 2010 - Sello: New Romantic |